# Van Pur

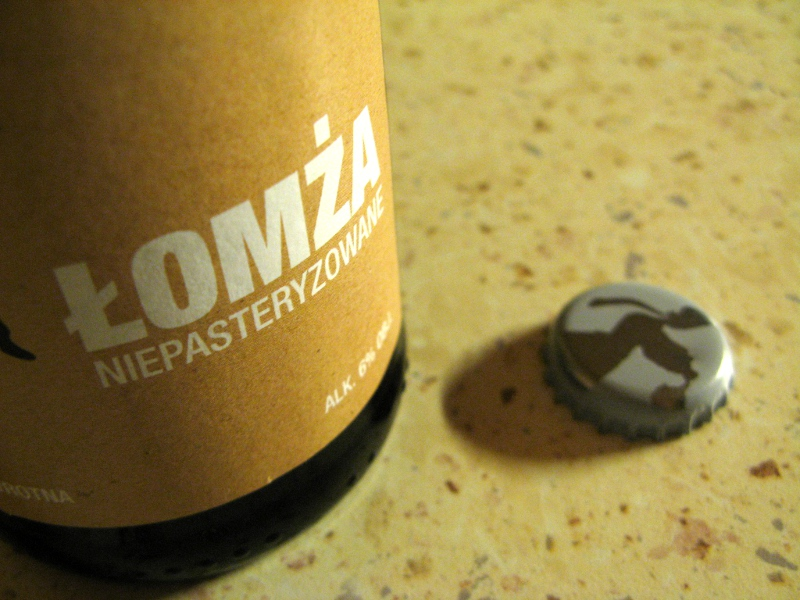
Łomża Bier

VPH S.A. (bis 2013 Van Pur S.A.) ist einer der größten unabhängigen Brauerei-Konzerne in Polen. Das Unternehmen betreibt fünf Braustandorte in Jędrzejów, Koszalin, Łomża, Rakszawa und Zabrze und zählt zu den größten Bierherstellern des Landes mit einem Marktanteil von etwa 10 % und einer jährlichen Kapazität von 5,5 Mio. Hektolitern.

## Geschichte
Das Unternehmen wurde 1989 als Van Pur Sp. z o.o. von dem polnischen Fußballtrainer Zbigniew Wantusiak und dem deutschen Unternehmer Siegfried Pura gegründet. Namensgeber war die Kombination der Nachnamen der Gründer. Anfangs war die Firma im Handel, der Textilproduktion und PVC-Verarbeitung tätig.
Ab 1992 stieg Van Pur mit eigenen Abfüllanlagen für Biere aus staatlichen Brauereien in Leżajsk und Poznań in den Biermarkt ein. Parallel entstand eine neue Brauerei in Rakszawa. 1995 verlagerte das Unternehmen den Fokus ausschließlich auf den Biermarkt, 1997 erfolgte die Umwandlung in eine Aktiengesellschaft. Hauptabsatzgebiete waren zunächst Süd- und Zentralpolen sowie die GUS-Staaten.
Im Jahr 2000 übernahm die österreichische Brau Union die Mehrheit an Van Pur. Nachdem Wettbewerbshüter Bedenken beim Einstieg von Heineken (2003) äußerten, wurde Van Pur zum Verkauf angeboten und die ursprünglichen Gesellschafter kauften alle Anteile zurück, jedoch verblieben einige Marken bei Heineken.
Wesentliche Akquisitionen waren u. a. die Übernahme der Browary Górnośląskie in Zabrze (2005) sowie von Brauereien in Koszalin (2009).
2010 übernahm Van Pur den polnischen Zweig der Royal Unibrew Gruppe, dabei kam das Unternehmen in den Besitz der Brauereien Łomża sowie Jędrzejów, und gab dafür 20 % der eigenen Anteile ab, diese wurden 2012 zurückgekauft. Die so gewonnene Sparte wurde als Tochtergesellschaft Browary Regionalne Łomża ausgegliedert. 2011 startete eine Restrukturierung, 2013 wurde der Name auf VPH S.A. geändert; der Markenname Van Pur ging auf die Tochter für die Regionalbrauereien über. 2017 wurde die erste Dealkoholisierungsanlage Polens in Betrieb genommen. 2020 wurde die Brauerei in Braniewo übernommen.

## Marken und Produkte
Zu den Hauptmarken zählen u. a. Van Pur, Łomża, Strzelec, BROK, Śląskie, Karpackie, Edelmeister, Barley und Solveza. Das Portfolio umfasst untergärige Lager, Pilsener, alkoholfreie und malzhaltige Getränke. VPH ist zudem im Private-Label-Bereich für internationale Handelsketten aktiv.